# Crescent Stream
Koordinaten: 77° 37′ S, 163° 11′ O
Der Crescent Stream ist ein 4,2 km langer glazialer Schmelzwasserfluss im Taylor Valley des ostantarktischen Viktorialands.  Er fließt vom Crescent-Gletscher in nördlicher Richtung zum südzentralen Ufer des Fryxellsees.
Seinen Namen erhielt er in Anlehnung an diejenige des ihn speisenden Gletschers auf Vorschlag der US-amerikanischen Hydrologin Diane Marie McKnight, Leiterin der Mannschaft des United States Geological Survey, welche zwischen 1987 und 1994 das Flusssystem des Fryxellsees untersuchte.